# پاریس (فیلم ۱۹۲۹)
«پاریس» (انگلیسی: Paris) یک فیلم کمدی به کارگردانی کلارنس جی. بدجر است که در سال ۱۹۲۹ منتشر شد. از بازیگران آن می‌توان به زیسو پیتس اشاره کرد.